# استاورولا زیگوری
استاورولا زیگوری (یونانی: Σταυρούλα Ζυγούρη؛ زادهٔ ۴ مهٔ ۱۹۶۸) کشتی‌گیر اهل یونان است.